# Saint Petersburg, Florida
Saint Petersburg (adesea St. Petersburg, cunoscut afecționat ca Saint Pete) este un oraș din comitatul Pinellas, statul Florida, Statele Unite ale Americii. Conform unei estimări a populației din anul 2015, populația sa fusese de 257.083 de locuitori, ceea ce îl plasa pe locul al cincilea din Florida. Este, de asemenea, cel mai mare oraș din acest stat, care nu este reședință de comitat. (Reședința comitatului Pinellas este localitatea Clearwater).
Localitatea Saint Petersburg este cel de-al doilea oraș din zona cunoscută sub numele de Tampa Bay Area, după Tampa. Împreună cu sediul comitatului, Clearwater, aceste localități alcătuiesc zona metro numită Tampa—Saint Petersburg—Clearwater Metropolitan Statistical Area, a doua ca mărime a populației din statul Florida, cu o populație de circa 2,8 milioane de locuitori.
Orașul Saint Petersburg se găsește pe o peninsulă între Tampa Bay și Golful Mexic, fiind conectat de restul peninsului Florida prin partea sa de nord.

## Istoric

### Așezare timpurie

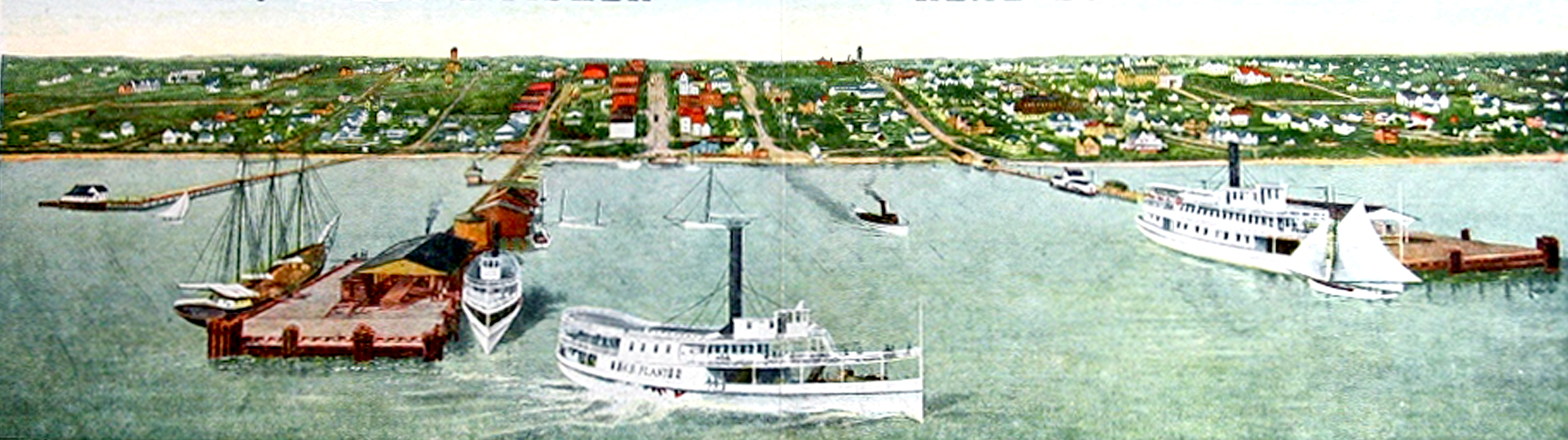
Carte poștală din 1906 după
pictura lui W.L. Straub a localității Saint Petersburg, Florida.

Orașul a fost fondat de John C. Williams, originar din Detroit, care a cumpărat pământ în 1875, și de Peter Demens, crescut în Sankt Petersburg, Rusia, care a contribuit la crearea unei legături pe cale ferată, prin cunoscuta Orange Belt Railway în 1888. Primul ziar important local a fost Saint Petersburg Times, fondat în 1884. Localitatea Saint Petersburg a fost încorporată juridic la 29 februarie 1892, sub formă de "town", pe când avea o populație de doar 300 de oameni.

## Personalități, sedii
Pictorul suprarealist Salvador Dalí și soția sa Gala și-au găsit refugiul în Statele Unite între 1940 și 1947. Acolo, pictorul a avut un alt vârf al carierei sale (mai ales financiar). Soții Reynold Morse au sponzorizat o parte din șederea lui Dalí și a Galei în Statele Unite. De asemenea, ei au achiziționat mai multe lucrări ale celebrului pictor catalan și au fondat ulterior Salvador Dalí Foundation în orașul Saint Petersburg.
Organizația profesionistă Women's Tennis Association își are sediul în Saint Petersburg.

## Climă
| Date climatice pentru St. Petersburg | Date climatice pentru St. Petersburg | Date climatice pentru St. Petersburg | Date climatice pentru St. Petersburg | Date climatice pentru St. Petersburg | Date climatice pentru St. Petersburg | Date climatice pentru St. Petersburg | Date climatice pentru St. Petersburg | Date climatice pentru St. Petersburg | Date climatice pentru St. Petersburg | Date climatice pentru St. Petersburg | Date climatice pentru St. Petersburg | Date climatice pentru St. Petersburg | Date climatice pentru St. Petersburg |
| Luna                                 | Ian                                  | Feb                                  | Mar                                  | Apr                                  | Mai                                  | Iun                                  | Iul                                  | Aug                                  | Sep                                  | Oct                                  | Nov                                  | Dec                                  | Anual                                |
| ------------------------------------ | ------------------------------------ | ------------------------------------ | ------------------------------------ | ------------------------------------ | ------------------------------------ | ------------------------------------ | ------------------------------------ | ------------------------------------ | ------------------------------------ | ------------------------------------ | ------------------------------------ | ------------------------------------ | ------------------------------------ |
| Maxima istorică °F (°C)              | 87 (31)                              | 86 (30)                              | 90 (32)                              | 93 (34)                              | 96 (36)                              | 100 (38)                             | 99 (37)                              | 97 (36)                              | 97 (36)                              | 94 (34)                              | 90 (32)                              | 89 (32)                              | 100 (38)                             |
| Maxima medie °F (°C)                 | 70 (21)                              | 71 (22)                              | 76 (24)                              | 81 (27)                              | 86 (30)                              | 89 (32)                              | 90 (32)                              | 90 (32)                              | 89 (32)                              | 84 (29)                              | 77 (25)                              | 72 (22)                              | 81 (27)                              |
| Media zilnică °F (°C)                | 61 (16)                              | 63 (17)                              | 68 (20)                              | 73 (23)                              | 78 (26)                              | 82 (28)                              | 83 (28)                              | 83 (28)                              | 82 (28)                              | 76 (24)                              | 69 (21)                              | 63 (17)                              | 73 (23)                              |
| Minima medie °F (°C)                 | 53 (12)                              | 54 (12)                              | 59 (15)                              | 64 (18)                              | 70 (21)                              | 74 (23)                              | 76 (24)                              | 76 (24)                              | 75 (24)                              | 68 (20)                              | 60 (16)                              | 54 (12)                              | 65 (18)                              |
| Minima istorică °F (°C)              | 25 (−4)                              | 30 (−1)                              | 32 (0)                               | 41 (5)                               | 55 (13)                              | 54 (12)                              | 67 (19)                              | 68 (20)                              | 61 (16)                              | 43 (6)                               | 29 (−2)                              | 20 (−7)                              | 20 (−7)                              |
| Precipitații inches (mm)             | 2.3 (58)                             | 2.8 (71)                             | 3.4 (86)                             | 1.6 (41)                             | 2.6 (66)                             | 5.7 (145)                            | 7 (178)                              | 7.8 (198)                            | 6.1 (155)                            | 2.5 (64)                             | 1.9 (48)                             | 2.2 (56)                             | 45,8 (1.163)                         |
| Sursă: Weatherbase                   |                                      |                                      |                                      |                                      |                                      |                                      |                                      |                                      |                                      |                                      |                                      |                                      |                                      |